# Lotus Esprit Wet Nellie
Pour les articles homonymes, voir Lotus Esprit.
La Lotus Esprit Wet Nellie est une voiture de sport GT concept car, du constructeur automobile britannique Lotus, à base de Lotus Esprit S1 de 1976, convertible en sous-marin de poche, créée pour le film de James Bond L'Espion qui m'aimait de 1977, avec Roger Moore dans le rôle de James Bond 007.

## Histoire
Cette voiture de James Bond convertible en sous-marin de poche est conçue par la section « Q » du MI6 du Royaume-Uni, sur une base de Lotus Esprit S1 de 1976,. Elle est nommée Wet Nellie en rapport avec l'hélicoptère-autogire Little Nellie (Wallis WA-116 Agile (en)) d'un précédent film de James Bond On ne vit que deux fois de 1967, elle même nommée d'après l'actrice britannique Nellie Wallace (en),.

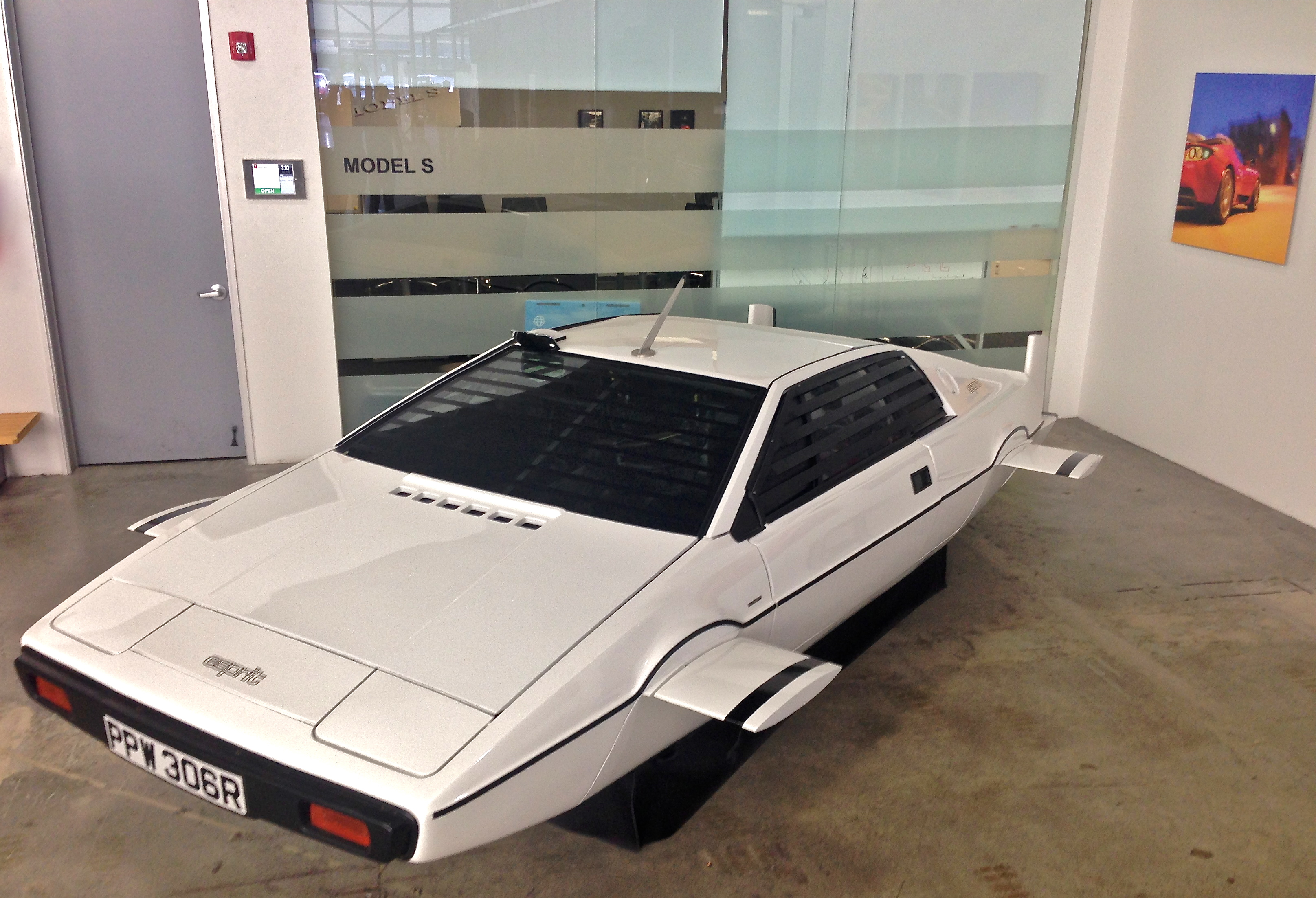
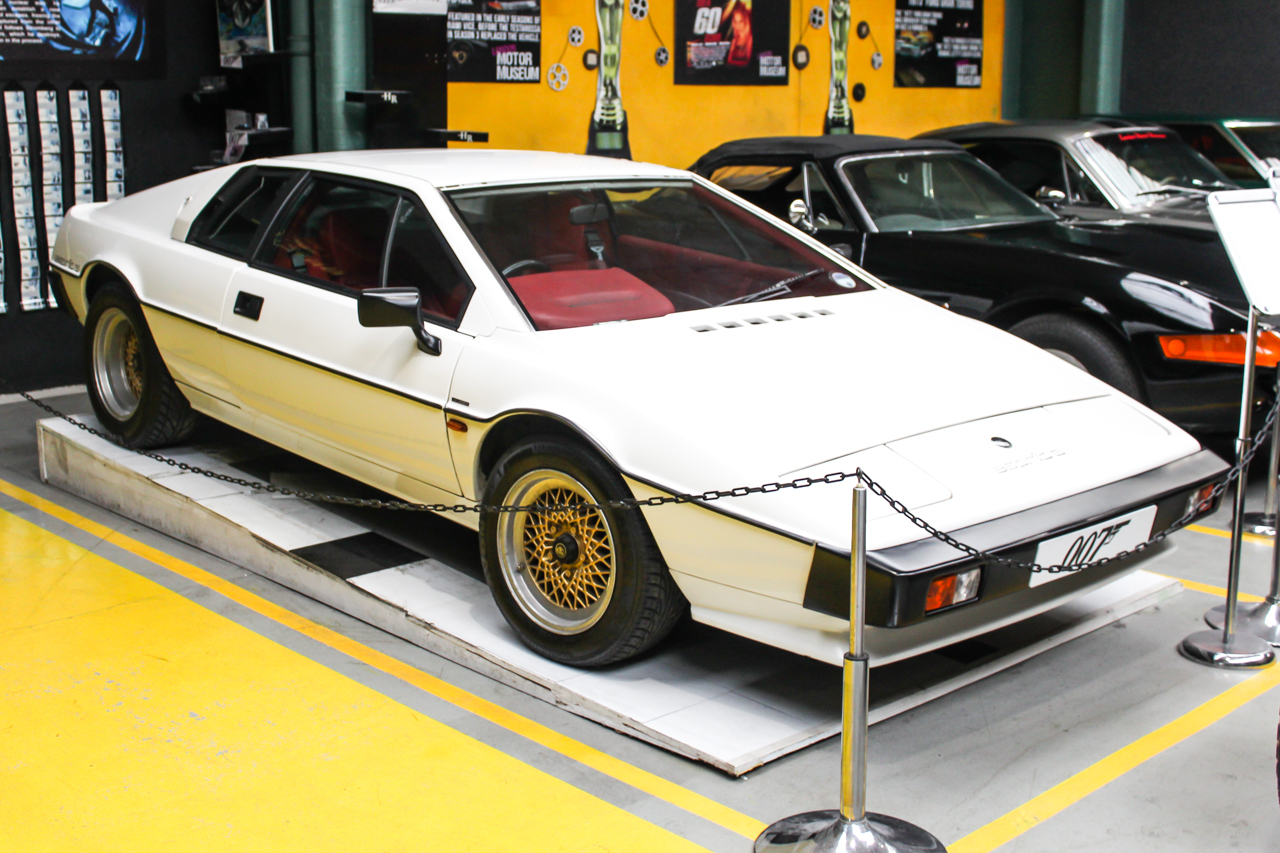

Une dizaine d'exemplaires spécifiques sont utilisés pour le tournage du film, avec des versions routières à 4 roues, et des versions sous-marines à 4 roues rétractées, 4 ailettes latérales, 2 safrans de direction arrière et 4 hélices de moteurs électriques de propulsion, fabriquées par l'industrie Perry Oceanographic, Inc. de Riviera Beach en Floride,.

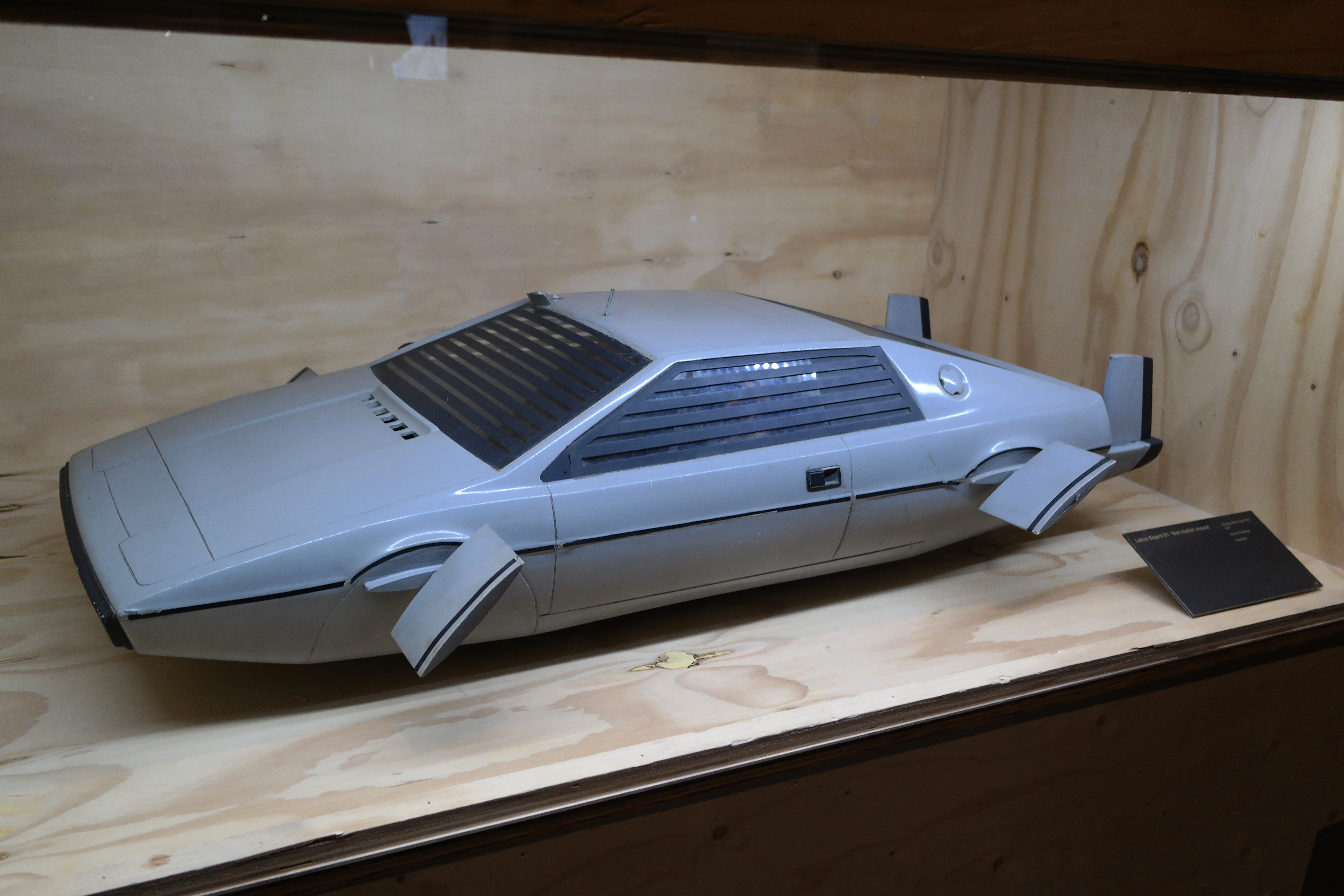
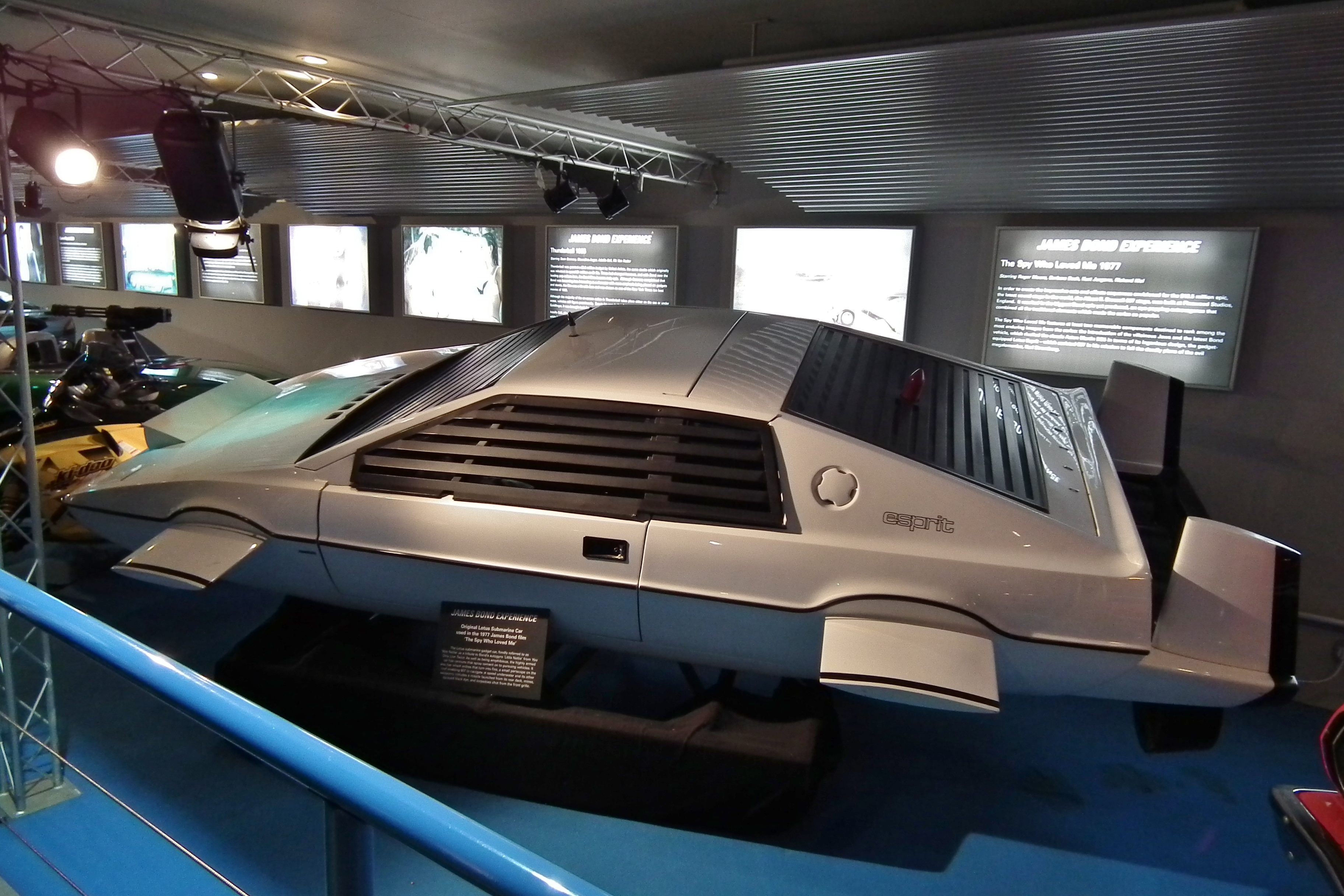

Q la livre personnellement à James Bond en Sardaigne, qui l'utilise avec l'espionne russe du KGB Anya Amasova, pour une course poursuite sur les routes escarpées du bord de mer de la Costa Smeralda, puis au fond de la mer en mode sous-marin de poche (avec des scènes sous-marines tournées aux Bahamas). 

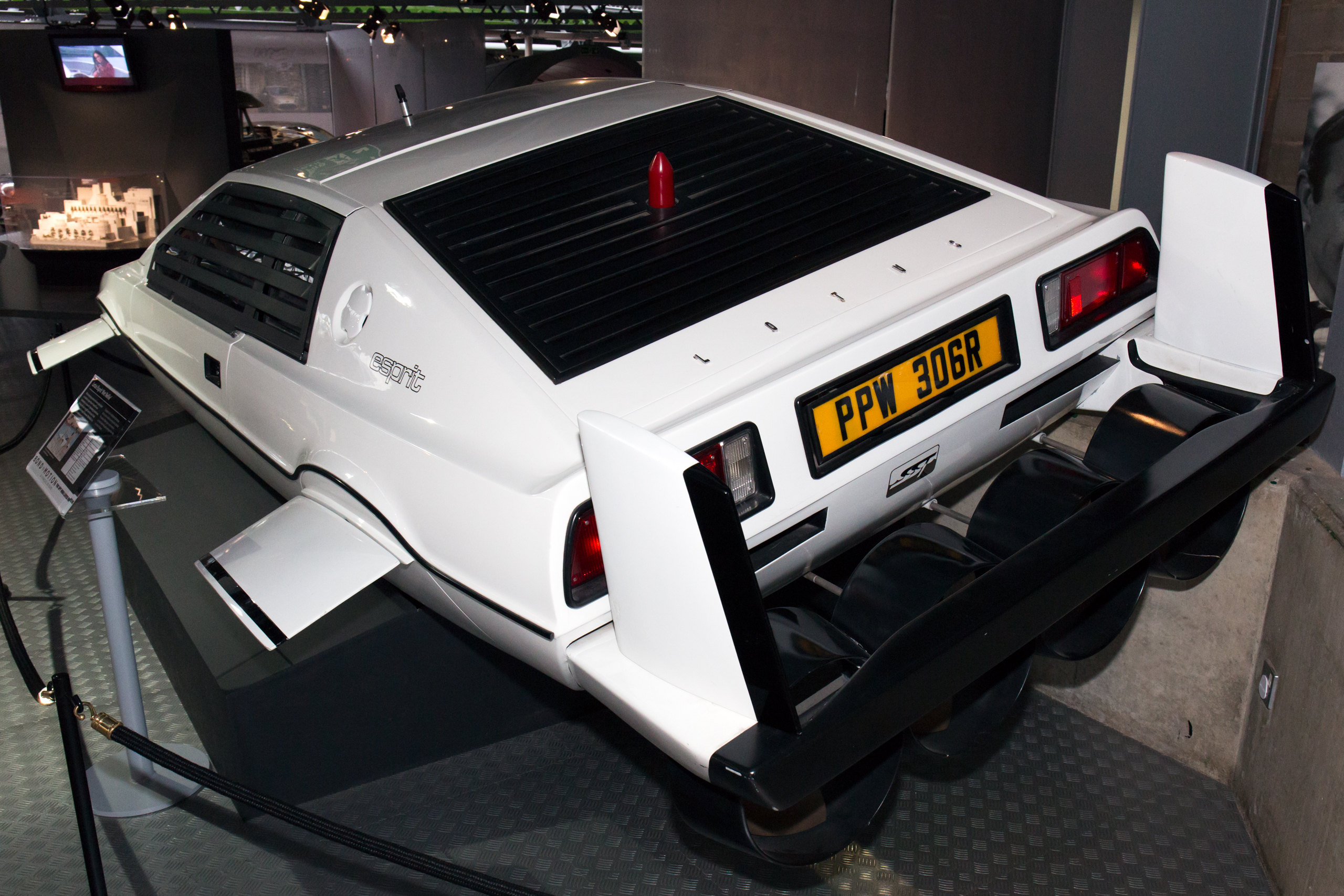
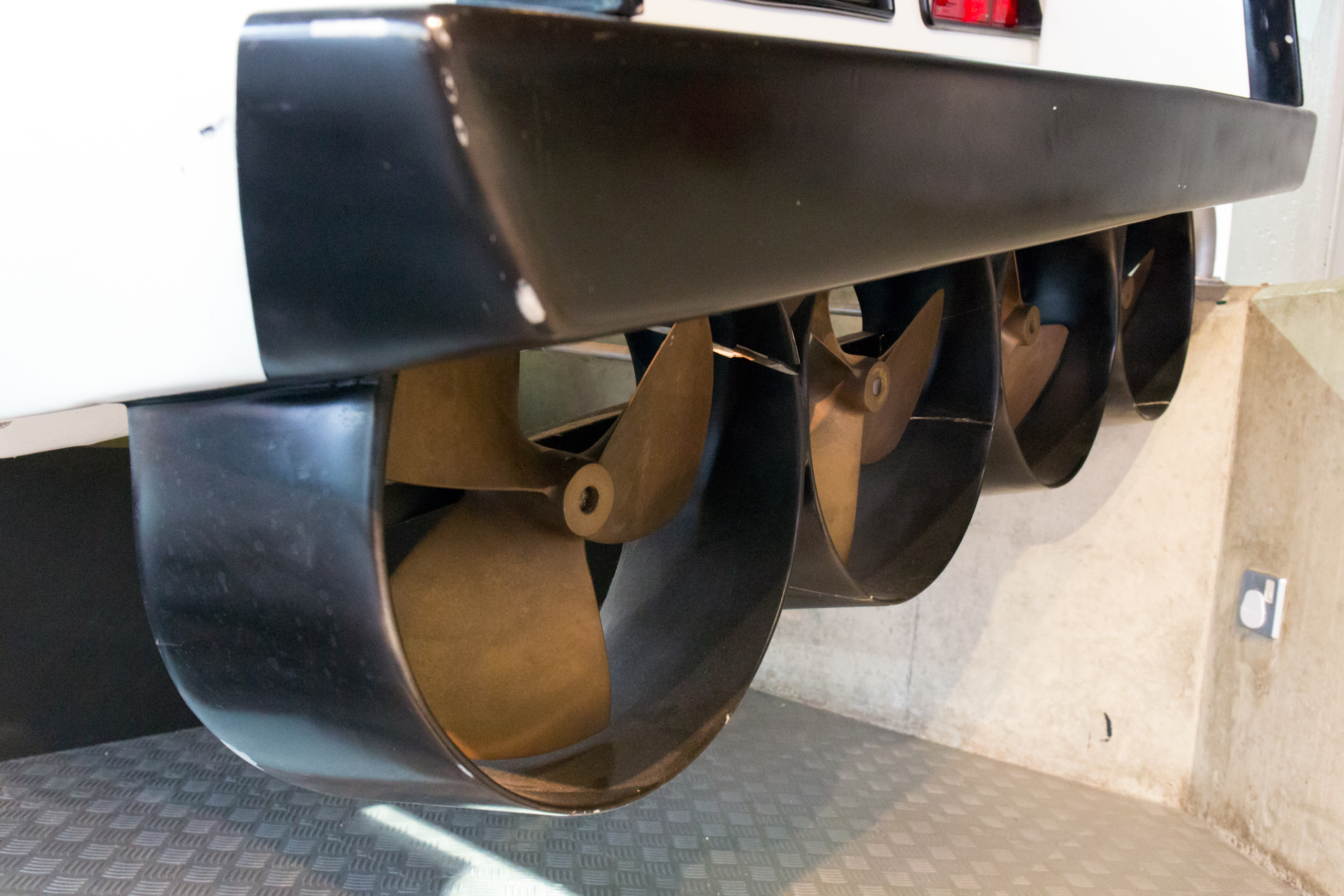

Les divers modèles du films sont exposés après le tournage dans divers musées du monde, et revendus à divers propriétaires, dont une vendue aux enchères en 2013 à Londres au milliardaire américain Elon Musk,.

## Au cinéma
- 1977 : L'Espion qui m'aimait, de Lewis Gilbert, avec Roger Moore dans le rôle de James Bond 007.
- 1981 : Rien que pour vos yeux, de John Glen, avec Roger Moore dans le rôle de James Bond 007.

## Quelques autres Lotus Esprit célèbres du cinéma
- 1990 : Pretty Woman, de Garry Marshall, avec Julia Roberts et Richard Gere. Lotus Esprit SE.
- 1992 : Basic Instinct, de Paul Verhoeven, avec Sharon Stone et Michael Douglas. Lotus Esprit SE.